# Richard Machowicz
Richard Machowicz, pseud. Mack (ur. 1965 w Detroit, zm. 2 stycznia 2017) – amerykański żołnierz sił specjalnych Navy SEAL, publicysta prasowy i prezenter TV programów o wojskowości.

## Życiorys
Richard Machowicz spędził dziesięć lat w formacji Navy SEAL.
W latach 2006–2008 poprowadził serię 29 odcinków serialu dokumentalnego Broń przyszłości (Future Weapons), w których prezentował najgroźniejsze i najskuteczniejsze nowoczesne uzbrojenie.
Zmarł 2 stycznia 2017 roku po rocznej walce z nowotworem mózgu.